# Betula nigra
Betula nigra, a bétula preta, bétula de rio ou bétula de água, é uma espécie de bétula nativa do leste dos Estados Unidos, de Nova Hampshire, a oeste ao sul de Minnesota, e ao sul ao norte da Flórida e oeste ao Texas. É uma das poucas bétulas tolerantes ao calor em uma família de árvores principalmente de clima frio que não prosperam na Zona 6 do USDA e acima. B. nigra ocorre comumente em várzeas e pântanos.

## Descrição
Betula nigra é uma árvore de folha caduca que cresce até 25–30 m (82–98 ft) com tronco 50 to 150 cm (20 to 59 in) de diâmetro. A base da árvore é frequentemente dividida em vários troncos delgados.
Casca
As características da casca da bétula do rio diferem durante o estágio de juventude, maturação e crescimento antigo. A casca de uma bétula de rio jovem pode variar de um tom rosa-salmão a marrom-acinzentado e pode ser descrita como tendo camadas soltas de escamas finas de papel. À medida que a árvore amadurece, a cor rosa salmão é trocada por um marrom avermelhado com uma cor de base cinza escuro. As escamas de uma árvore madura não têm o enrolamento solto e são pressionadas de perto em placas grossas e irregulares. Essas escamas são ligeiramente separadas do tronco e podem se deslocar para o lado. Uma vez que a bétula do rio envelhece além da maturidade, as escamas tornam-se mais espessas em direção à base do tronco e são divididas em sulcos profundos.
Folhas e frutos
Os galhos são glabros ou pouco peludos. Há ausência de gemas terminais, e as gemas laterais costumam ter um gancho na ponta da gema, o que difere de outras espécies da família Betulaceae. As folhas são alternas, ovais,4–8 cm (1.6–3.1 in) longo e 3–6 cm (1.2–2.4 in) de largura, com margem serrilhada e cinco a doze pares de nervuras. A superfície superior da folha é de cor verde escura, enquanto a parte inferior pode ser descrita como tendo uma cor verde-amarelada clara. As folhas ficam amarelas no outono. As flores são amentilhos polinizados pelo vento de 3–6 cm (1.2–2.4 in) comprimento, os amentilhos masculinos pendentes, os amentilhos femininos eretos. A fruta é incomum entre as bétulas que amadurecem no final da primavera; é composto de numerosas pequenas sementes aladas embaladas entre as brácteas de amentilho.

## Taxonomia
Betula nigra é uma árvore que se enquadra na família das Betulaceae, que é comumente conhecida como a Família Bétula ou Amieiro. Esta família compreende seis gêneros (Alnus, Betula, Carpinus, Corylus, Ostrya e Ostryopsis) e inclui amieiros, bétulas, carpinos e avelãs. Espécies desta família, juntamente com Betula nigra, são arbustos ou árvores que crescem ao longo das margens dos riachos ou em solos mal drenados em todo o Hemisfério Norte. Betulaceae está incluída na ordem Fagales, que se ramifica do clado Rosid.

## Habitat e território
A bétula do rio é frequentemente encontrada em regiões de baixa altitude, desde o norte de Massachusetts até o sul do norte da Flórida. Pode ser encontrado estendendo-se a oeste até o Kansas e a leste até à costa, onde ocorrem condições adequadas de habitat. Como o próprio nome indica, esta bétula é encontrada ao longo das margens dos riachos. Também pode ser uma espécie proeminente encontrada em comunidades de áreas húmidas florestais e em áreas contendo solo húmido, como planícies de inundação. Os estados incluem: Alabama, Arkansas, Connecticut, Delaware, Flórida, Geórgia, Illinois, Indiana, Iowa, Kansas, Kentucky, Louisiana, Maryland, Massachusetts, Missouri, Nova Hampshire, Nova Jérsia, Nova Iorque, Carolina do Norte, Ohio, Oklahoma, Pensilvânia, Carolina do Sul, Tennessee, Texas, Virgínia, Virgínia Ocidental e Wisconsin.
A bétula do rio está melhor colocada nas zonas de resistência do USDA 4-9.

## Status de conservação nos Estados Unidos
Está listado como ameaçado em Nova Hampshire.

## Ecologia
Nos estados em que a mineração é predominante, a bétula do rio é frequentemente usada para recuperação e controle de erosão, pois é adequada para solos que são muito ácidos para outras espécies de madeiras duras. Na Virgínia Ocidental, descobriu-se que eles se estabeleceram em locais de refúgio de minas depois das sementes serem trazidas de áreas vizinhas.
Como a espécie ocorre predominantemente em planícies de inundação e ao longo de margens de córregos, é descrita como moderadamente tolerante a inundações. As mudas foram observadas para sobreviver até 30 dias de inundação contínua em algumas regiões. Embora a espécie seja tolerante ao excesso de água, é intolerante à sombra. As sementes não germinarão sem uma grande quantidade de luz solar direta.

## Germinação
As sementes são normalmente produzidas anualmente. O desenvolvimento sazonal começa no outono, quando os amentilhos machos começam a se formar e amadurecer. O surgimento de amentilhos femininos corresponde ao retorno das folhas no início da primavera. Os frutos masculinos e femininos amadurecem durante a primavera ou nos primeiros meses do verão.
Uma vez maduras, as sementes são predominantemente espalhadas pelo vento da água dos canais vizinhos. Sementes espalhadas pela água são geralmente mais bem sucedidas, pois as margens húmidas dos canais dos córregos, onde as sementes são depositadas, são favoráveis à germinação e ao estabelecimento robusto. A germinação bem sucedida geralmente ocorre em grande número ao longo dos bancos de areia, onde o solo aluvial está presente.

## Cultivo e usos
Embora seu habitat nativo seja solo húmido, ela crescerá em terras mais altas e sua casca é bastante distinta, tornando-a uma árvore ornamental preferida para uso paisagístico. Várias cultivares com casca muito mais branca do que o tipo selvagem normal foram selecionadas para plantio de jardim, incluindo 'Heritage' e 'Dura Heat'; estas são notáveis como as únicas bétulas de casca branca resistentes à broca de bétula de bronze (Agrilus anxius) em áreas quentes do sudeste dos Estados Unidos da América.
Os nativos americanos usavam a seiva fervida como adoçante semelhante ao xarope de bordo e a casca interna como alimento de sobrevivência. A bétula do rio não é normalmente usada na indústria madeireira comercial, devido aos nós, mas a sua madeira forte e de granulação estreita às vezes é usada para móveis locais, utensílios de madeira e combustível.  Esta espécie é utilizada por muitas espécies de aves locais, como aves aquáticas, galos silvestres e perus selvagens. Muitas aves aquáticas usam a cobertura para locais de nidificação, enquanto o galo silvestre e o peru selvagem usam as sementes como fonte de alimento. Os cervos são conhecidos por pastar em mudas ou galhos alcançáveis.

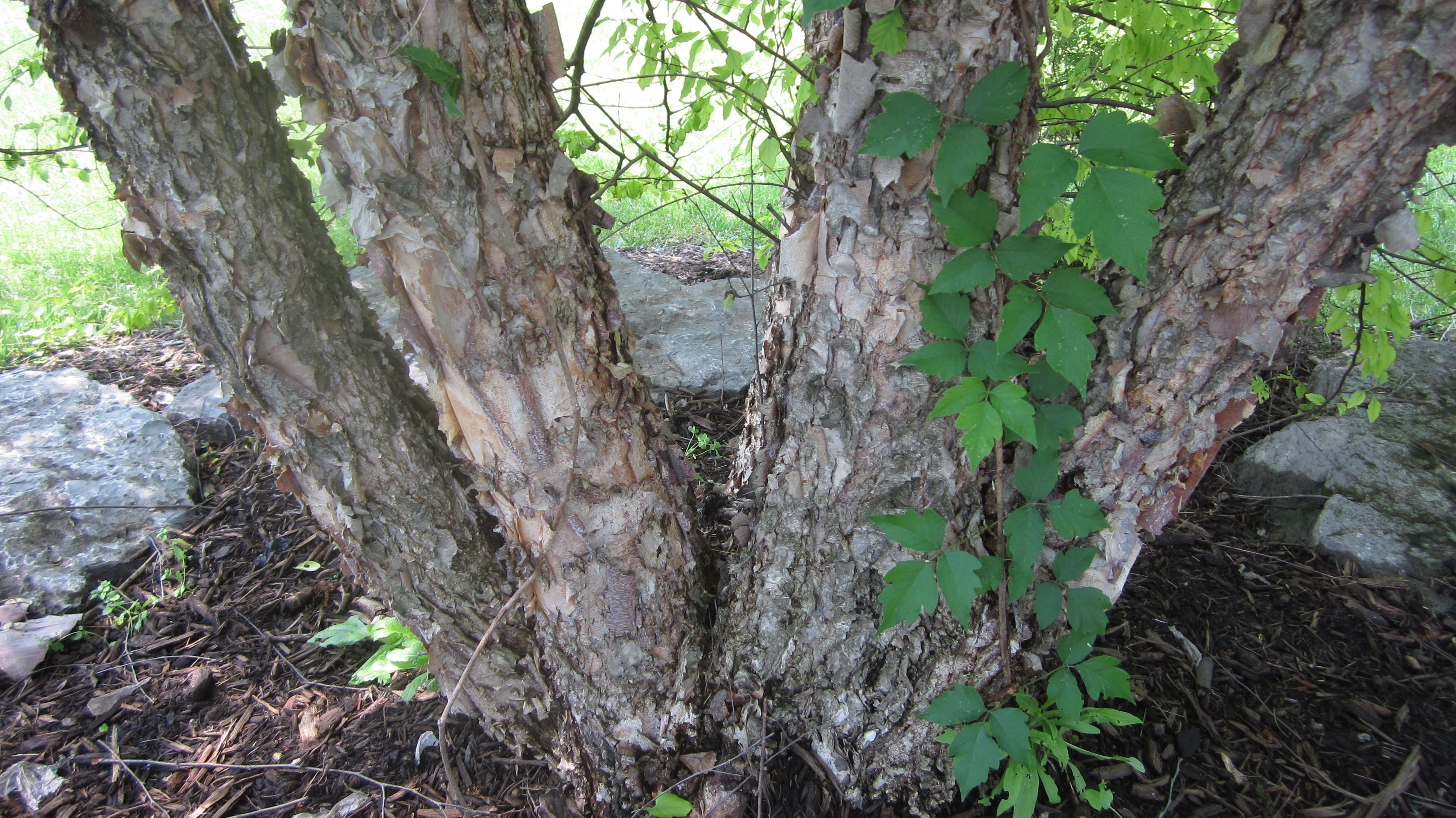
Tronco de uma bétula de rio

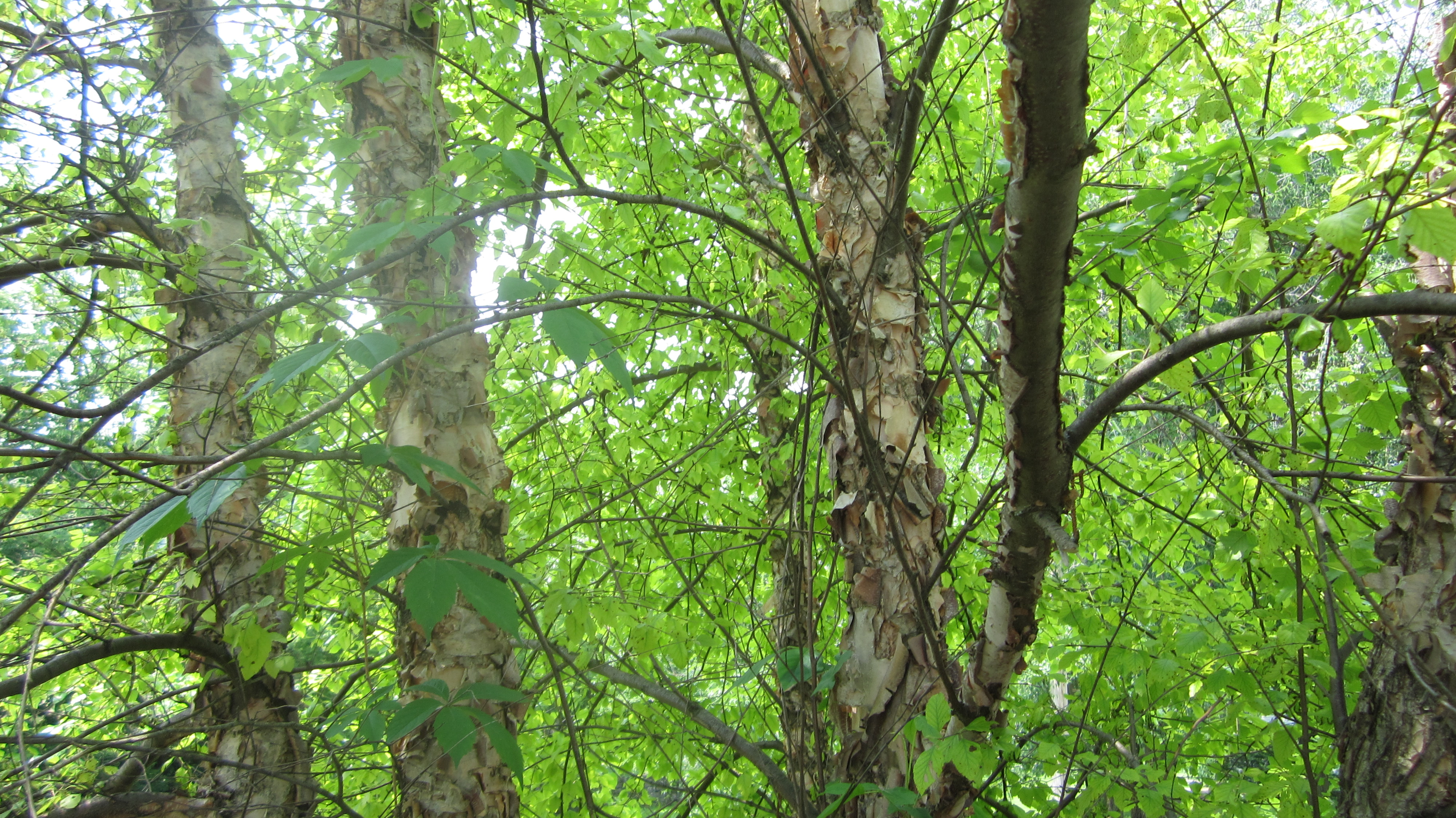
Meio da árvore

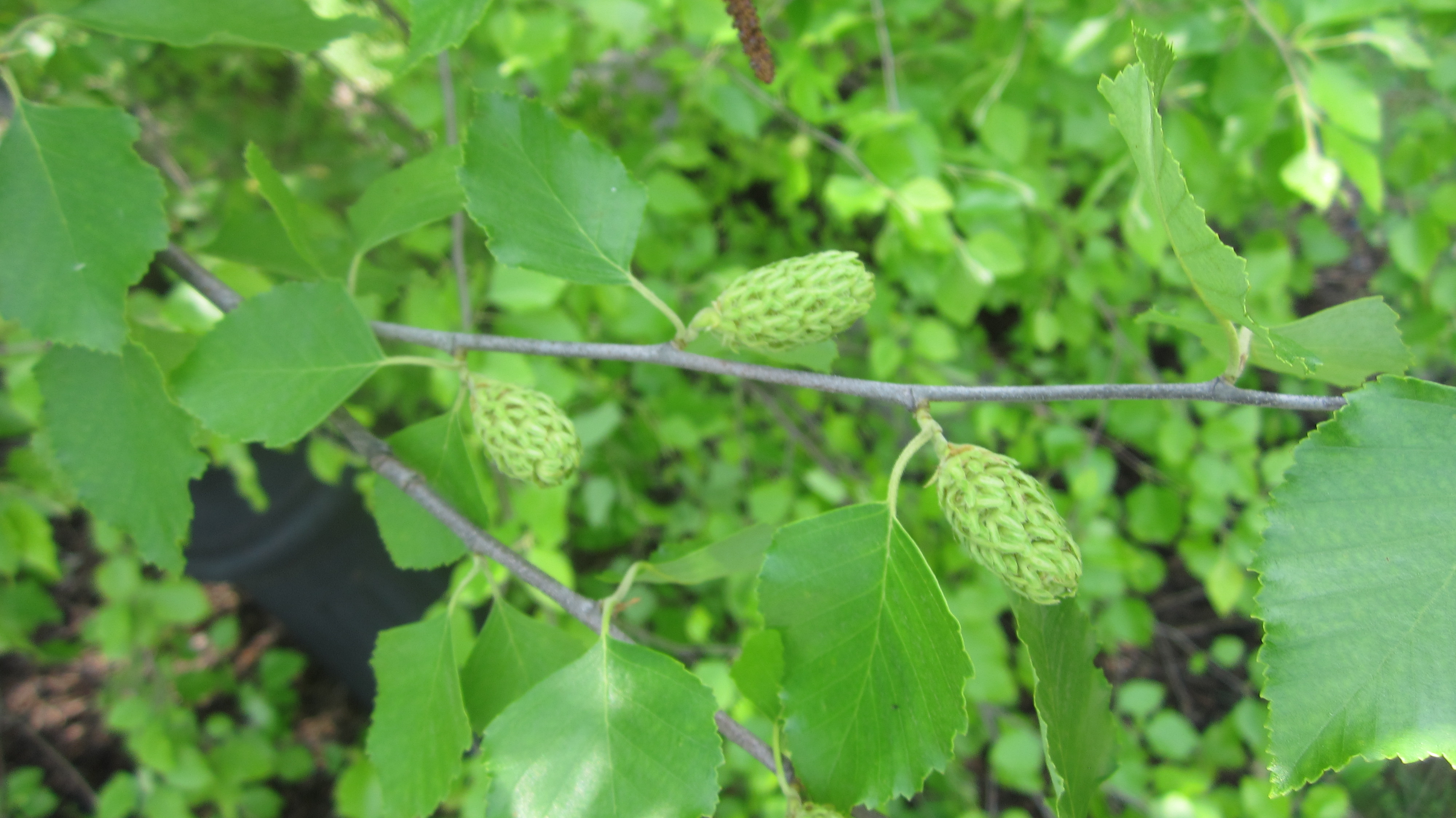
Folhas e sementes de bétula do rio

## Óleos essenciais
Os óleos essenciais derivados de folhas, casca interna e botões de B. nigra são compostos principalmente de eugenol, linalol, ácido palmítico e heptacosano com muitos outros compostos em concentrações menores. Os óleos essenciais combinados são fitotóxicos para mudas de alface (Lactuca sativa) e azevém perene (Lolium perenne). Eles também demonstraram propriedades inseticidas, nematicidas e antibacterianas.

## Galeria

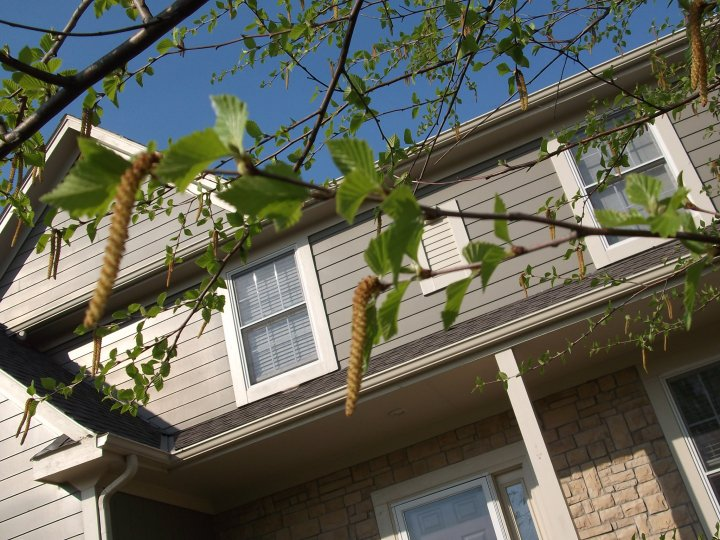
Novas folhas em uma bétula de rio quase amadurecida
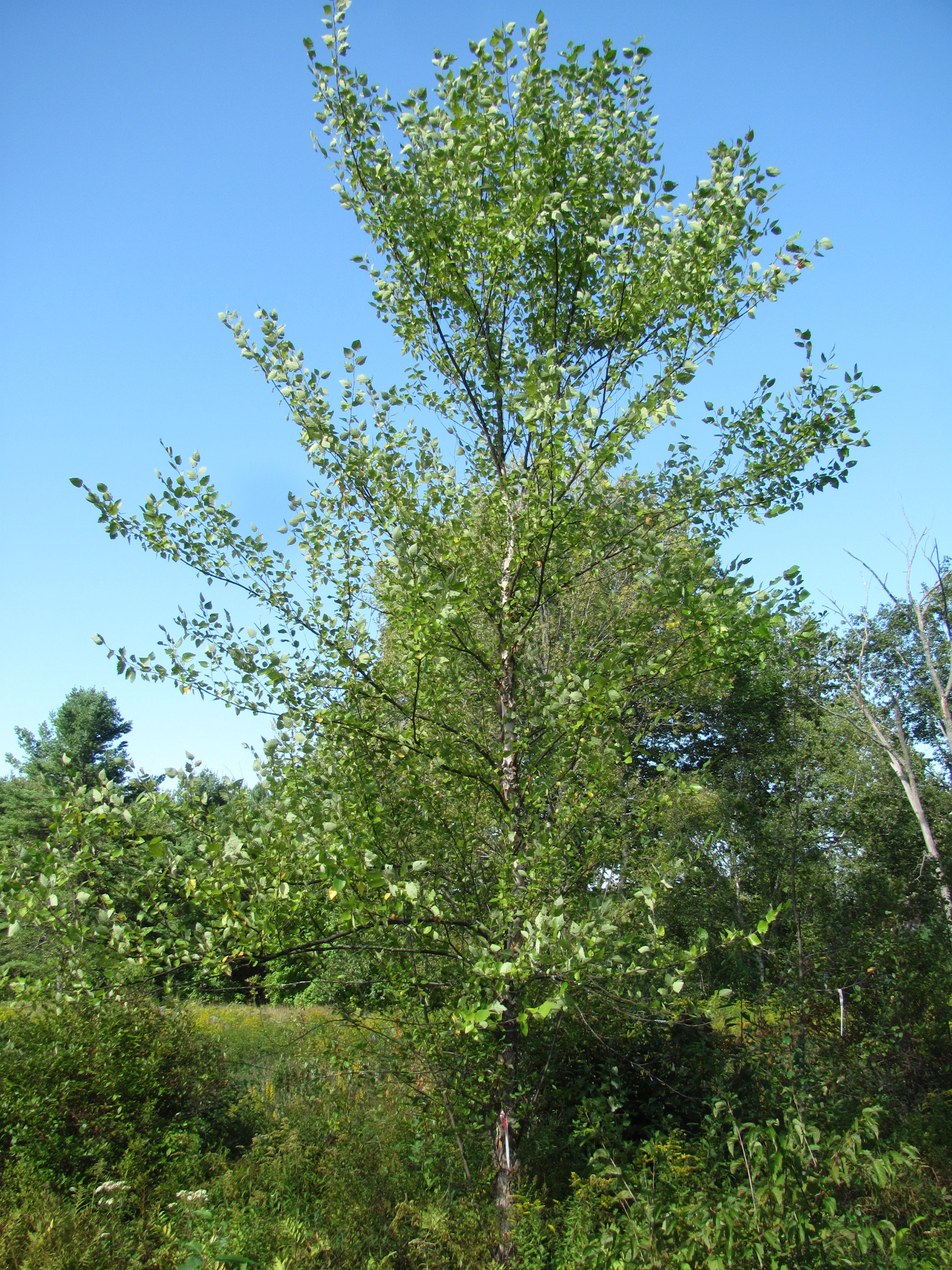
No Arboreto Skyfields
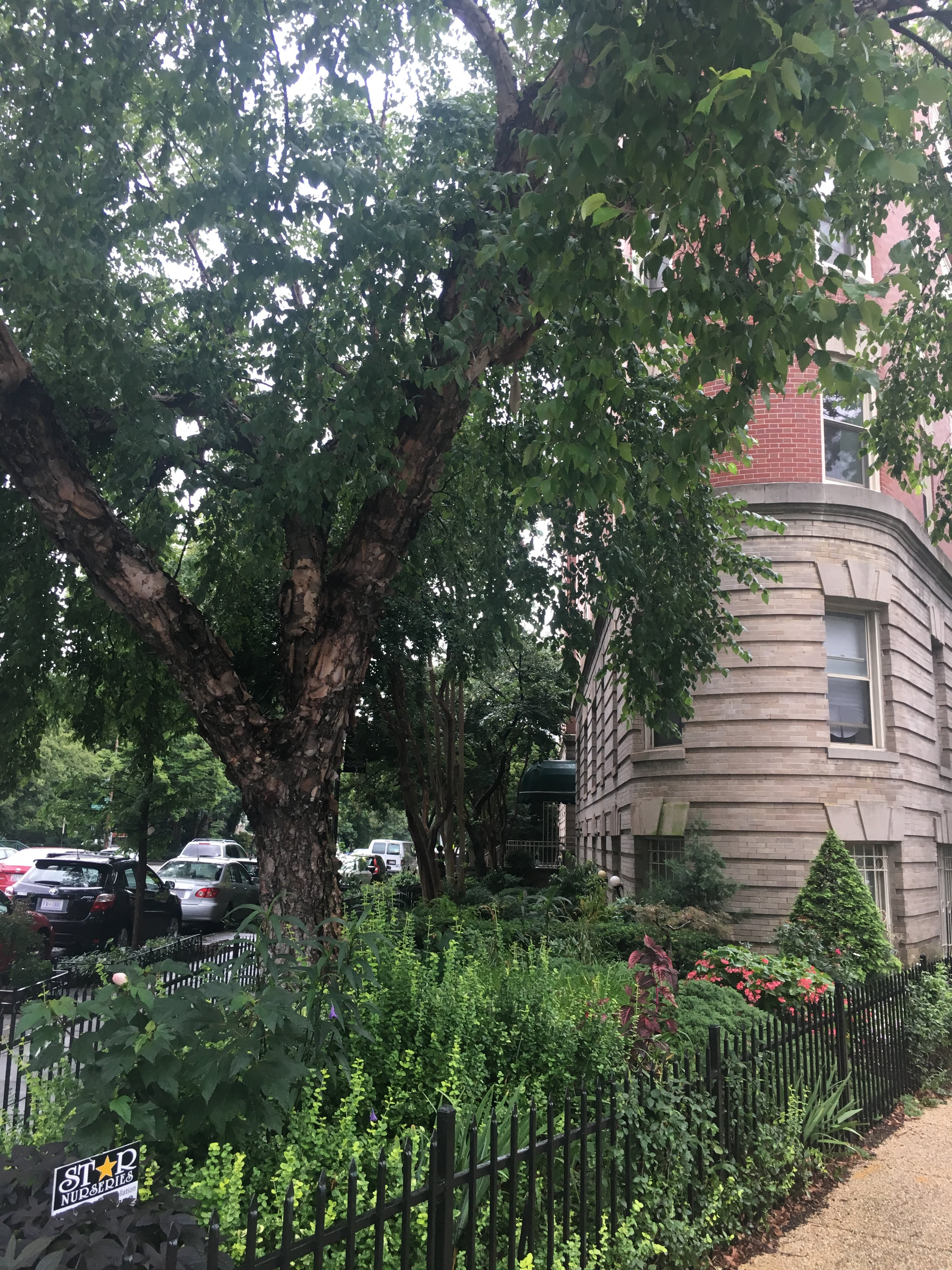
Uma plantação de bétula ornamental em Washington, DC